# Abbazia di Bellelay
L'abbazia di Bellelay (in tedesco Kloster Bellelay) è un ex complesso religioso benedettino che si trova a Saicourt, comune svizzero nella regione del Giura Bernese (Canton Berna).

## Storia
L'abbazia fu fondata nell'omonima valle nel 1140. Nel 1797, con l'occupazione francese, l'edificio perse la sua funzione religiosa e diventò prima una fabbrica di orologi, poi una fabbrica di birra, quindi una vetreria. Nel 1890 l'abbazia venne acquisita dal Canton Berna che ne fece un'importante clinica psichiatrica.
Fa parte dell'Inventario dei beni culturali svizzeri d'importanza nazionale e regionale e l'intero complesso dell'ex abbazia è inserito nell'Inventario degli insediamenti svizzeri da proteggere.